# Eddie Kaye Thomas
Eddie Kaye Thomas (New York, 31 oktober 1980) is een Amerikaans acteur. Hij maakte in 1996 zijn filmdebuut in Illtown. Sindsdien was hij meer dan 25 keer te zien op het witte doek, waaronder in American Pie, de eerste twee vervolgen daarop, Harold & Kumar Go to White Castle en het vervolg dáárop getiteld Harold & Kumar Escape from Guantanamo Bay.
Thomas speelde kleine bijrolletjes in films en televisieseries (Are You Afraid of the Dark? en Felicity) voordat hij in 1999 doorbrak in American Pie, als de achter Steve Stiflers moeder aanzittende Paul Finch. Zowel het personage als diens beweegredenen hervatte hij in zowel American Pie 2 als American Wedding. In alle drie deze films speelde John Cho een bijrolletje. Toen deze vervolgens een hoofdrol kreeg als Harold Lee in Harold & Kumar Go to White Castle was ditmaal Thomas present als bijpersonage Rosenberg, evenals in het vervolg Harold & Kumar Escape from Guantanamo Bay. Tussendoor speelden zowel Thomas als Cho beide een hoofdpersonage in de komedieserie Off Centre (2001-02) die na 28 afleveringen werd stopgezet.
Behalve in redelijk tot goed scorende films zoals voorgenoemden, had Thomas ook rollen in compleet de grond ingeboorde titels. Zo speelde hij Freddy Brody in Freddy Got Fingered. Deze werd met name door toedoen van hoofdrolspeler Tom Green genomineerd voor negen Razzie Awards, waaronder die voor 'slechtste komedie in 25 jaar'. De film 'verzilverde' daadwerkelijk zes van de nominaties, waaronder die voor slechtste film en slechtste script.

## Filmografie
*Exclusief televisiefilms
| - American Pie: Reunion (2012) - Venus & Vegas (2009) - Nick and Norah's Infinite Playlist (2008) - Harold & Kumar Escape from Guantanamo Bay (2008) - On the Road with Judas (2007) - Blind Dating (2006) - Kettle of Fish (2006) - Fifty Pills (2006) - Wasted (2006) - Neo Ned (2005) - Dirty Love (2005) - Harold & Kumar Go to White Castle (2004) - Winter Break (2003) - American Wedding (2003) | - Sweet Friggin' Daisies (2002) - Taboo (2002) - Stolen Summer (2002) - American Pie 2 (2001) - Freddy Got Fingered (2001) - More Dogs Than Bones (2000) - Drop Back Ten (2000) - Black and White (1999) - American Pie (1999) - The Rage: Carrie 2 (1999) - Harvest (1998) - Mr. Jealousy (1997) - Illtown (1996) |

## Televisieseries
*Exclusief eenmalige gastrollen
- Scorpion - Tobias M. 'Toby' Curtis MD (2014-2018, 93 afleveringen)
- American Dad! - Barry (2005-2009, 28 afleveringen)
- 'Til Death - Jeff Woodcock (2006-2008, 45 afleveringen)
- Off Centre - Mike Platt (2001-2002, 28 afleveringen)

- Bibsys: 12061637
- Bibliothèque nationale de France: cb145020769 (data)
- Gemeinsame Normdatei: 1096261375
- International Standard Name Identifier: 0000 0003 7592 8770
- Library of Congress Control Number: no2003059358
- Système universitaire de documentation: 225778661
- Virtual International Authority File: 166201183
- WorldCat: E39PBJgRWBwgMctrPWJmPkYQMP